# Enriko Papa
Enriko Papa (ur. 12 marca 1993 w Kuçovej) – albański piłkarz, grający na pozycji pomocnika.

## Kariera piłkarska

### Kariera klubowa
Wychowanek Apolonii Fier, w której w 2012 rozpoczął karierę piłkarską. Następnie grał w takich klubach jak KF Tomori i Butrinti Saranda. 
26 lipca 2015 Papa przeszedł do Bylisu Ballsh. Występował z numerem 63 i podczas rundy jesiennej rozegrał 18 meczów i strzelił 2 bramki. W styczniu 2016 opuścił klub. 1 lutego 2016 został zawodnikiem KF Tirana. Podpisał roczny kontrakt z możliwością przedłużenia o kolejny rok.
8 stycznia 2017 Papa związał się z innym albańskim klubem, Teutą Durrës. Zadebiutował w tym samym dniu w wygranym 3:1 sparingu z KS Besa. 18 lipca za obopólną zgodą kontrakt został rozwiązany.
Po dwóch miesiącach, kolejnym klubem Papy stał się KS Lushnja, beniaminek Kategorii Superiore. W całym sezonie 2017/18 zagrał 37 meczów i zdobył 1 bramkę, a Lushnja spadła z najwyższej ligi.
27 czerwca 2018 po raz pierwszy zawodnik odszedł do klubu z zagranicy, do rumuńskiego FC Botoșani. Został zaprezentowany dwa dni później i zaczął trenować.
| Sezon   | Klub             | Kraj    | Rozgrywki           | Mecze | Bramki |
| ------- | ---------------- | ------- | ------------------- | ----- | ------ |
| 2012/13 | Apolonia Fier    | Albania | Kategoria Superiore | 16    | 1      |
| 2013/14 | Apolonia Fier    | Albania | Kategoria e Parë    | 30    | 8      |
| 2014/15 | KF Tomori        | Albania | Kategoria e Parë    | 12    | 1      |
| 2014/15 | Butrinti Saranda | Albania | Kategoria e Parë    | 14    | 1      |
| 2015/16 | Bylis Ballsh     | Albania | Kategoria Superiore | 16    | 2      |
| 2015/16 | KF Tirana        | Albania | Kategoria Superiore | 12    | 1      |
| 2016/17 | KF Tirana B      | Albania | Kategoria e Dytë    | 6     | 1      |
| 2016/17 | Teuta Durrës     | Albania | Kategoria Superiore | 8     | 1      |
| 2017/18 | KS Lushnja       | Albania | Kategoria Superiore | 34    | 1      |
| 2018/19 | FC Botoșani      | Rumunia | Liga I              | 33    | 1      |
| 2019/20 | FC Botoșani      | Rumunia | Liga I              | 28    | 2      |